# Черноусово (Омская область)
Черноусово — деревня в Тюкалинском районе Омской области. Входит в состав Валуевского сельского поселения.

## История
В 1928 году состояла из 95 хозяйств, основное население — русские. В составе Валуевского сельсовета Тюкалинского района Омского округа Сибирского края.

## Население
| 1926 | 2010 |
| ---- | ---- |
| 452  | ↘94  |